# Distichlis
Genre
Distichlis est un genre de plantes monocotylédones de la famille des Poaceae, sous-famille des Chloridoideae, originaire d'Amérique, qui comprend environ six espèces.
Ce sont des plantes herbacées vivaces, rhizomateuses et stolonifères, de petite taille (aux tiges atteignant de 10 à 70 cm de haut). Chez certaines espèces, l'inflorescence est réduite à un épillet unique ou à quelques épillets.
Les espèces de ce genre sont soit monoïques (tous les épillets sont unisexués, mâles ou femelles), soit dioïques, chaque plante ne portant que des épillets du même sexe, mâle ou femelle.
Ces plantes, halophytes, se rencontrent dans des habitats ouverts des zones littorales ou désertiques.

## Synonymes
Selon World Check List of Selected Plant Families :
- Brizopyrum J.Presl (1830), nom. illeg.
- Monanthochloe Engelm. (1859).
- Halochloa Griseb. (1879), nom. illeg.
- Reederochloa Soderstr. & H.F.Decker (1964).

## Liste d'espèces
Selon World Checklist of Selected Plant Families (WCSP) (2 février 2017) :
- Distichlis acerosa (Griseb.) H.L.Bell & Columbus (2008)
- Distichlis australis (Speg.) Villamil (1969)
- Distichlis distichophylla (Labill.) Fassett (1925)
- Distichlis eludens (Soderstr. & H.F.Decker) H.L.Bell & Columbus (2008)
- Distichlis humilis Phil. (1891)
- Distichlis laxiflora Hack. (1911)
- Distichlis littoralis (Engelm.) H.L.Bell & Columbus (2008)
- Distichlis palmeri (Vasey) Fassett ex I.M.Johnst., Proc. Calif. Acad. Sci., ser. 4 (1924)
- Distichlis scoparia (Kunth) Arechav. (1897)
- Distichlis spicata (L.) Greene (1887)